# مالچوو
مالچوو (به لاتین: Maleczewo) یک روستا در لهستان است که در گمینا اوک واقع شده‌است.